# Charles Chapman
Charles Chapman, född 1718, död 25 december 1776, var en svensk sjöfarare.
Charles Chapman var styrman och kapten på flera av Svenska ostindiska kompaniets resor till Kina. Chapman var 3.e styrman 1742 på Drottningen af Swerige, 1.e styrman på Stockholm 1745, 1.e styrman på Prins Gustaf 1746 och 1.e styrman på Cronprins Adolph Friederic 1749.
Han var kapten 1752 på Götha Leijon, 1757 på Enigheten, 1760 på Prinsessan Sophia Magdalena, 1764 på ekipagekontoret, 1775 på Terra Nova och var avsedd som kapten 1777 på Drottning Sophia Magdalena men avled ett par veckor innan avgång.

## Familj
Chapman var son till engelsmannen Thomas Chapman från Yorkshire (född 1683), som i början av 1700-talet hade flyttat till Sverige, och Susanna Colson, dotter till en skeppsbyggmästare i London.
Charles Chapman var äldre bror till den kände skeppsbyggaren Fredrik Henrik af Chapman.